# EPrix Monaka 2015
ePrix Monaka 2015 (formálně nazývána 2015 Monaco ePrix) se konala dne 9. května 2015 a byla sedmým závodem sezóny 2014/15 šampionátu Formule E. Zároveň byla tato ePrix první ePrix Monaka v historii. Závody se jely na okruhu Circuit de Monaco v Monte Carlu v Monaku.
Sobotní závod na 47 kol vyhrál Sébastien Buemi z týmu e.dams-Renault, který startoval z pole position. Na druhém místě dojel Lucas di Grassi z týmu Audi Sport ABT a na třetím Nelson Piquet Jr. z týmu NEXTEV TCR. Nejrychlejší kolo závodu zaznamenal Jean-Éric Vergne z týmu Andretti Autosport.

## Pořadí po závodě
Zdroj: 

### Pořadí jezdců
| +/– | Poř | Jezdec             | Body |
| --- | --- | ------------------ | ---- |
|     | 1   | Lucas di Grassi    | 93   |
|     | 2   | Nelson Piquet, Jr. | 89   |
|     | 3   | Sébastien Buemi    | 83   |
|     | 4   | Nicolas Prost      | 77   |
|     | 5   | Sam Bird           | 64   |

### Pořadí týmů
| +/– | Poř | Tým            | Body |
| --- | --- | -------------- | ---- |
|     | 1   | e.dams-Renault | 160  |
|     | 2   | Audi Sport ABT | 115  |
|     | 3   | Virgin Racing  | 94   |
|     | 4   | NEXTEV TCR     | 93   |
|     | 5   | Andretti       | 82   |